# Franz Pfeiffer
Franz Pfeiffer (Bettlach, 27 febbraio 1815 – Vienna, 29 maggio 1868) è stato un filologo svizzero.

## Biografia
Studiò presso l'Università di Monaco; dopo la laurea si trasferì a Stoccarda, dove nel 1846 diventò bibliotecario della biblioteca reale. Nel 1856 Pfeiffer fondò Germania, un periodico trimestrale dedicato all'antiquariato tedesco. Nel 1857, dopo aver affermato se stesso come una delle autorità più importanti della letteratura e della filologia medievale tedesca, fu nominato professore presso l'Università di Vienna e nel 1860 fu membro dell'Accademia austriaca delle scienze.

## Opere

### Saggi
- Zur deutschen Literaturgeschichte
- Freie Forschung: kleine Schriften zur Geschichte der deutschen Litteratur und Sprache[1] (1867)
- Über Wesen und Bildung der hofischen Sprache in mittelhochdeutscher Zeit
- Der Dichter des Nibelungenliedes[2] (1862)
- Forschung und Kritik auf dem Gebiete des deutschen Altertums
- Altdeutsches Übungsbuch.[3]

### Edizioni critiche
- Barlaam und Josaphat,[4] Rudolf von Ems (1843)
- Der Edelstein,[5] Ulrich Boner (1844)
- Die deutschen Mystiker des 14. Jahrhunderts[6] (1845-1857)
- Nikolaus von Jeroschin, Deutsche Ordenschronik (1854)
- Buch der Natur of Konrad von Megenberg,[7] (1861)
- Die Predigten des Berthold von Regensburg, vol. 1 and vol. 2[8][9] (1862, 1880)
- Poems[10] of Walther von der Vogelweide (1864; 6ª ed., 1880)